# ア・ポブラ・ド・カラミニャル

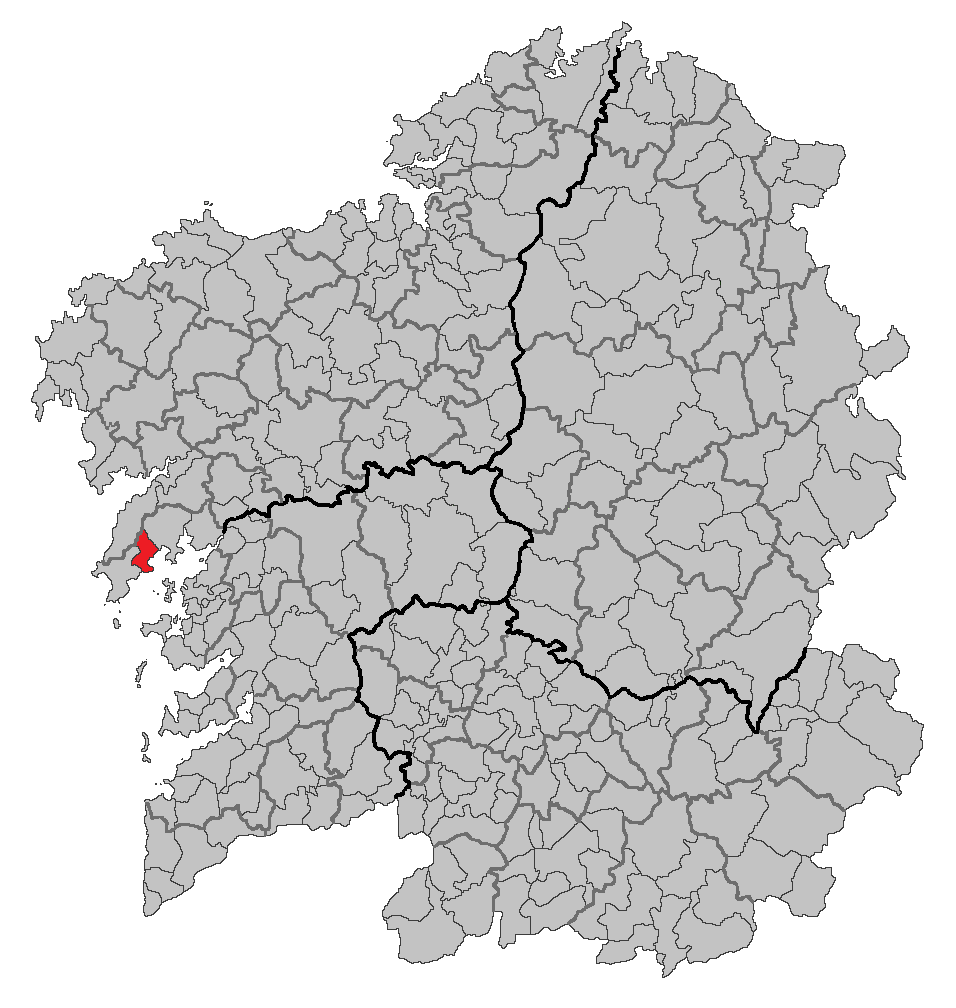
ガリシア州内の位置

ア・ポブラ・ド・カラミニャル（A Pobra do Caramiñal）はスペインガリシア州ア・コルーニャ県の自治体、コマルカ・ド・バルバンサに属する。ガリシア統計局によると、2010年の人口は9,858人（2009年：9,878人、2006年：10,001人、2005年：9,951人、2004年：9,992人、2003年：10,010人）。住民呼称は、男女同形のpobrense。カスティーリャ語表記はPuebla del Caramiñal（プエブラ・デル・カラミニャル）。
ガリシア語話者の自治体人口に占める割合は97.13%（2001年）。

## 地理
ア・ポブラ・ド・カラミニャルはア・コルーニャ県の南西部に位置し、コマルカ・ド・バルバンサに属する。北西部はポルト・ド・ソンと、北東部はボイロと、西から南にかけてはリベイラと隣接、東から南はリア・デ・アロウサに面している。自治体中心地区はオ・サンティアーゴ・ド・デアン・オウ・カステーロ教区のア・ポブラ・ド・カラミニャル地区。
ア・ポブラ・ド・カラミニャルはリベイラ司法管轄区に属す。

### 人口
| ア・ポブラ・ド・カラミニャルの人口推移 1900－2010       |
|                                                         |
| 出典:INE（スペイン国立統計局）1900年 - 1991年、1996年 - |

## 政治
自治体首長はガリシア国民党（PPdeG）のイサーク・ベントゥーラ・マセイラス・リバス（Isaac Ventura Maceiras Rivas）、自治体評議員はガリシア国民党：7、ガリシア民族主義ブロック（BNG）：5、ガリシア社会党（PSdeG-PSOE）：1となっている（2011年5月22日の自治体選挙結果、得票順）。
| 1999年6月13日自治体選挙 |        |        |          |
| 政党                    | 得票数 | 得票率 | 獲得議席 |
| PPdeG                   | 3,527  | 54.46% | 10       |
| PSdeG-PSOE              | 1,803  | 27.84% | 5        |
| BNG                     | 954    | 14.73% | 2        |
| EU-IU                   | 136    | 2.10%  | 0        |

| 2003年5月25日自治体選挙 |        |        |          |
| 政党                    | 得票数 | 得票率 | 獲得議席 |
| PPdeG                   | 3,584  | 56.59% | 10       |
| BNG                     | 1,632  | 25.77% | 4        |
| PSdeG-PSOE              | 1,010  | 15.95% | 3        |

| 2007年5月27日自治体選挙 |        |        |          |
| 政党                    | 得票数 | 得票率 | 獲得議席 |
| PPdeG                   | 3,117  | 50.40% | 9        |
| BNG                     | 2,258  | 36.51% | 6        |
| PSdeG-PSOE              | 699    | 11.30% | 2        |

| 2011年5月22日自治体選挙 |        |        |          |
| 政党                    | 得票数 | 得票率 | 獲得議席 |
| PPdeG                   | 3,025  | 50.34% | 7        |
| BNG                     | 2,207  | 36.73% | 5        |
| PSdeG-PSOE              | 659    | 10.97% | 1        |

## 史跡・名所
- ベルムデスの塔（Torre de Bermúdez） - ルネサンス様式の建物。現在バリェ＝インクラン美術館となっている。

## 教区
ア・ポブラ・ド・カラミニャルは5の教区に分けられる。太字は自治体中心地区のある教区。
- オ・カラミニャル（サンタ・マリーア・ア・アンティーガ）
- レソン（サン・クルス）
- ポスマルコス（サント・イシドロ）
- オ・サンティアーゴ・ド・デアン・オウ・カステーロ（サンティアーゴ）
- オ・ショブレ・オウ・オ・マーニョ（サンタ・マリーア）